# Prevala
Prevala (2067 m n.p.m.) – przełęcz górska w rejonie góry Kanin w Alpach Julijskich między Prestreljenikiem (2499 m) i Lopą (2169), dokładniej między Prestreljeniškim Vršičem (2262) i Vršičami pod Lopą (2169 m), która łączy dolinę Soczy (Bovec) z Val Rio di Lago (słoweń. Jezerska albo Rabeljska dolina) i Canale di Raccolana (Reklanska dolina albo Reklanica) we Włoszech.
Podczas I wojny światowej przez Prevalę był poprowadzony włoski wojskowy szlak zaopatrzeniowy.

## Dostęp
- z górnej stacji kanińskiej kolejki linowej
- z Bovca przez planinę (halę) Krnicę
- ze stacji B kanińskiej kolejki linowej przez Krnicę
- z przełęczy Sella Nevea (Na Žlebeh, Nevejski prelaz), Włochy, 1195 m n.p.m.
- z Rombonu (2208 m) przez Vrh Ribežnov (2024 m)

## Mapa
- Alpy Julijskie, część zachodnia, 1:50.000 Słoweńskiego Związku Górskiego